# Tu–154
A Tu–154-es (NATO-kódja: Careless) szovjet, később orosz gyártmányú, közepes hatótávolságú, három sugárhajtóműves utasszállító repülőgép. A mai napig belföldi járatokon használják a Szovjetunió egykori tagállamaiban, néhány kelet-európai országban, Iránban és Észak-Koreában. Gyártását 2013-ban fejezték be.

## Története
A Tu–104 és az Il–18 utasszállító repülőgépek leváltására tervezték a Tupoljev tervezőirodában (OKB–156). A fejlesztési munkálatok 1963-ban kezdődtek Dmitrij Markov főkonstruktőr vezetésével, aki abban az időben Tupoljev helyettese volt. Helyét később Szergej Jeger főkonstruktőr vette át. Majd 1975-től Alekszandr Sengardt lett a projekt főkonstruktőre, aki a modernizált változatok fejlesztését irányította.
A Tu–154 volt a Tupoljev tervezőiroda első olyan sugárhajtású utasszállító repülőgépe, melyet eleve polgári célra, utasszállításra terveztek. A tervezőiroda korábbi sugárhajtású repülőgépei, a Tu–104 és ennek leszármazottai, a Tu–124 és a Tu–134 gyökerei a Tu–16 bombázó konstrukciójáig nyúlnak vissza.
A fejlesztési kezdeti szakaszában két koncepciót dolgoztak ki, melyek a hajtóművek számában és elrendezésében különböztek. Az egyik változat koncepciója négy, két oldalt párosával elhelyezett Szolovjov D–20-as hajtóművet tartalmazott, míg a másik változatnak három Kuznyecov NK–8-as hajtóműve volt. A tervek elemzését követően 1965-ben az utóbbi, három hajtóműves változat mellett döntöttek. Ekkor meghatározták az alapvető műszaki paramétereket is. A műszaki követelmények 16–18 000 kg-os hasznos terhelés és 900 km/h-s utazósebesség mellett 2850–4000 km-es hatótávolságot, míg 5800 kg-os terhelésnél és 850 km/h-s utazósebességnél 5800–7000 km-es hatótávolságot határoztak meg.
Az előzetes tanulmányok alapján a Szovjetunió Minisztertanácsa 647-240. sz. határozatában megbízta a Tupoljev-tervezőirodát a közepes hatótávolságú utasszállító repülőgép kifejlesztésével. Az első kísérleti példánya 1966-ra készült el a moszkvai Opit gépgyárban (MMZ Opit). A géppel az első felszállást 1968. október 3-án hajtották végre.
A sorozatgyártást eredetileg a hodinkai 30. sz. Moszkvai Gépgyárban tervezték, de végül a Kujbisevi Repülőgépgyár (ma: Aviakor) mellett döntöttek. Első változatának, az ötfős személyzetű Tu–154A-nak sorozatgyártása 1970-ben kezdődött el Kujbisevben (ma: Szamara). Az Aeroflotnál 1971-ben állt szolgálatba. Kezdetben kísérleti jelleggel postai küldemények szállítására használták. Az utasforgalomban 1972-től vett részt az Aeroflotnál. Első menetrend szerint útját 1972. február 9-én hajtotta végre a Moszkva–Minyeralnije Vodi vonalon.
1975–1988 között modernizálták, miközben a felszállótömege 94 tonnáról 96 tonnára nőtt. Az első modernizált változata a Malév igényei szerint kialakított Tu–154B–2 volt, háromfős személyzettel. Legutolsó sorozatgyártású változata a Tu–154M, melynek eredetileg Tu–164 lett volna a típusjelzése.
A Tu–154-es sorozatgyártását 2013 februárjában fejezte be a szamarai Aviakor repülőgépgyár. Az utolsó példányt az orosz védelmi minisztérium számára gyártották.

## Magyarországi alkalmazása

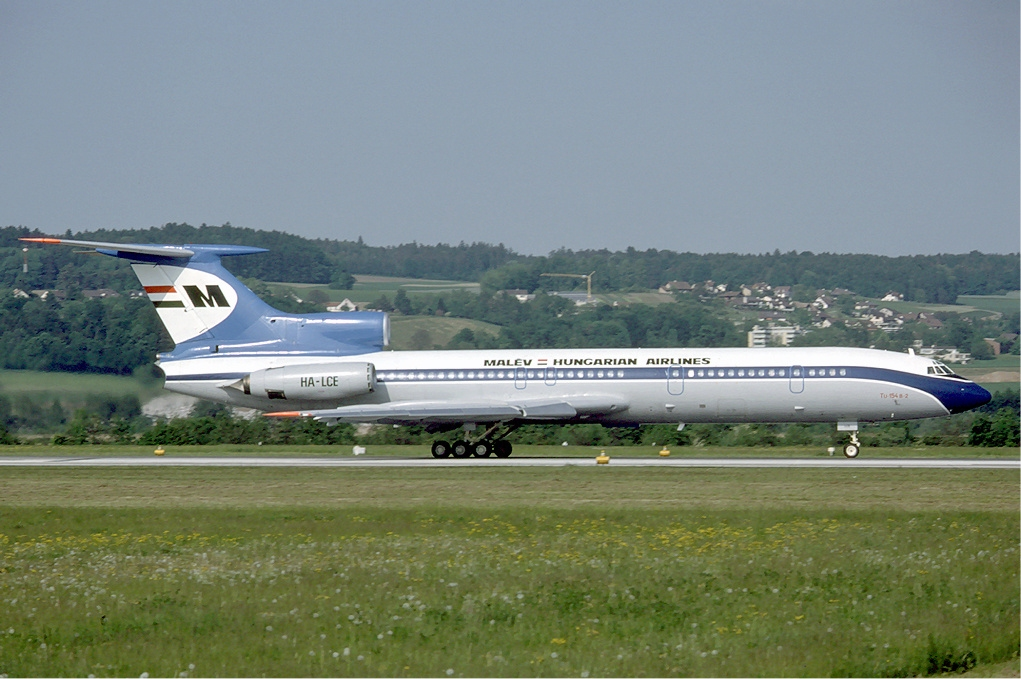
A Malév Tu–154-ese a zürichi repülőtéren 1985-ben

A Malév 1973. szeptember 5-én állította forgalomba az első Tu–154B2 repülőgépét HA–LCA lajstromjellel. Ez a repülőgép 2014-ben az Aeroparkot működtető Légiközlekedési Kulturális Központ tulajdonába került, és értékmegőrzés keretében máig látható a Liszt Ferenc Nemzetközi Repülőtéren. A Malév a típust csaknem három évtizeden keresztül alkalmazta, ez idő alatt összesen 18 darabot üzemeltetett, és 2001. március 31-én vonta ki az utasforgalomból. Az ötödikként, 1975-ben beszerzett HA–LCG lajstromjelű gép a ferihegyi Aeroparkban van kiállítva.

## Balesetek
A Tu–154-es forgalomba állítása óta 63 gép semmisült meg balesetekben, ami magasabb érték, mint a Boeing hasonló típusú repülőgépénél, a hírhedten rosszindulatú Boeing 727-esnél, és ezekből az esetekből mindössze 28 végződött haláleset nélkül. A 63 elpusztult gépből 6-ot terroristák vagy más katonai csoportok térítettek el, néhányuk a rossz leszállópályaviszonyok miatt ment tönkre. A többi balesetet karbantartás hiánya, géphiba, vezetési hiba, emberi mulasztás vagy a légiirányítók figyelmetlensége okozta.
A Malévnél majdnem harminc évig volt használatban. A Boeingek megjelenése előtt a legnagyobb darabszámban üzemeltetett típus volt, ezek közül csak egy szenvedett katasztrófát (MA 240) Bejrútban ismeretlen okból (valószínűleg lelőtték). Egy gép Prágában egy erőteljes földetérés közben kettétört, egy másik gép Szalonikiben figyelmetlenségből a betonon hasraszállt, de újból el tudott emelkedni, majd a futómű kibocsátása után rendben leszállt. Személyi sérülés itt nem volt, de a gépet selejtezni kellett. Egy ideig a helyi tűzoltóság gyakorolt rajta, majd elbontották.

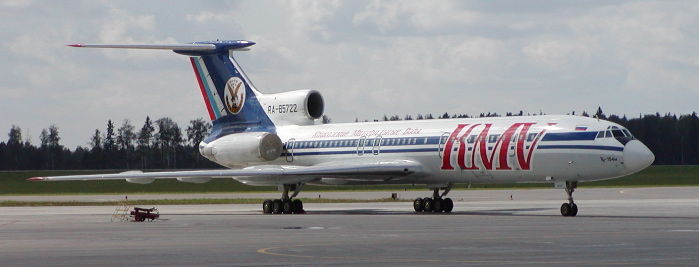
Egy Tupoljev Tu–154-es a Kavminvodyavia színeiben

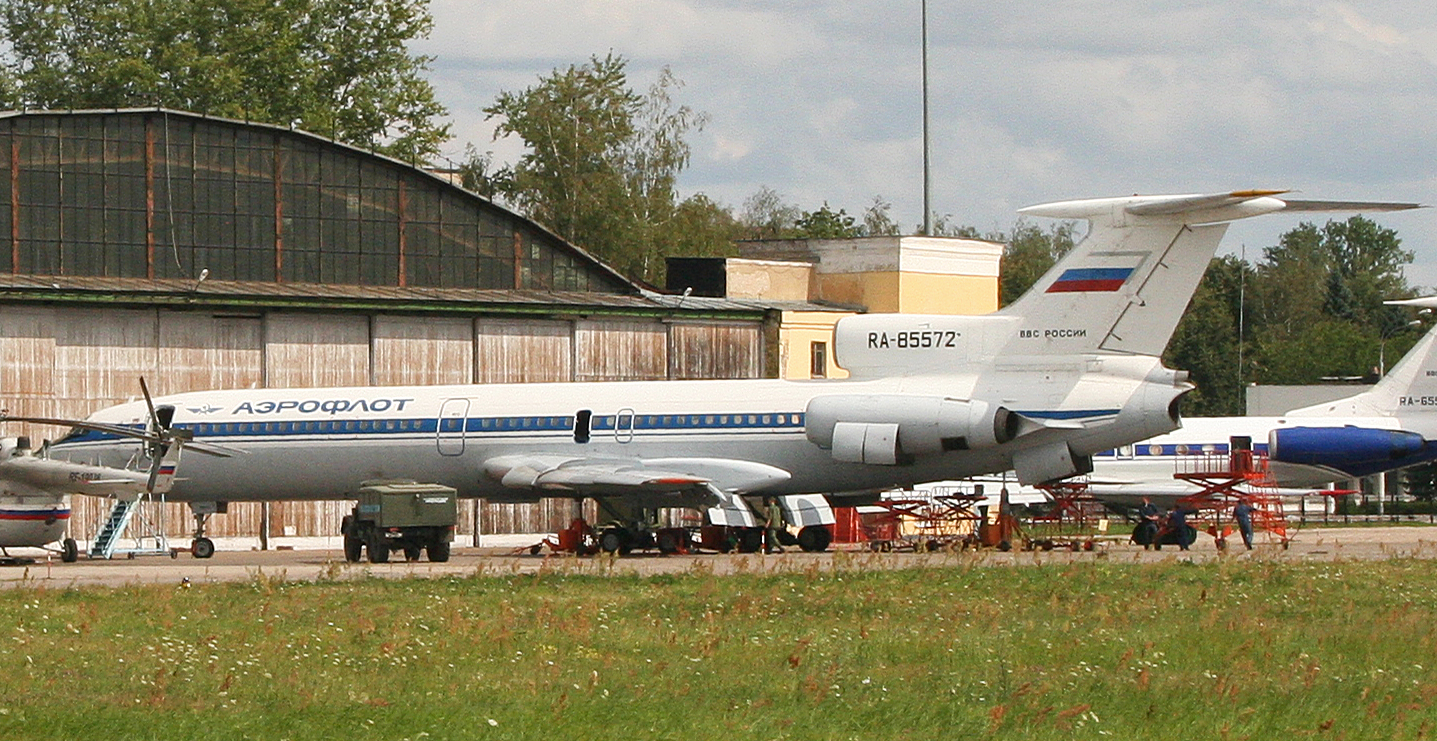
Az Orosz Légierő 2016. december 25-én Szocsi közelében lezuhant Tu–154B–2 repülőgépe a Cskalovszkiji repülőtéren 2012-ben

- 2001. október 4-én a Szibir légitársaság 1812-es járata a Tel-Avivból Novoszibirszkbe tartó út során a Fekete-tengerbe zuhant, miután egy ukrán föld–levegő rakéta eltalálta. Az RA-85693 lajstromjelű gépen tartózkodó 66 utas és 12 fős személyzet életét vesztette.[2]
- 2002. július 1-jén a Bashkirian Airlines Moszkvából Barcelonába tartó 2937-es járata a németországi Überlingen közelében összeütközött a DHL Boeing 757 Cargo Bergamo-Brüsszel járatával 11 880 m magasan, a 63 utas és a 12 fős személyzet meghalt. A másik gépben a két pilóta vesztette életét. A Boeing vezérsíkja kettéhasította a Tu–154-est. A szerencsétlenség joghézag, műszaki hiányosság, és több emberi mulasztás miatt következett be.[3][4]
- 2006. augusztus 22-én a Pulkovo Airlines 612-es járata a Fekete-tenger partvidéke mentén fekvő Anapa városából Szentpétervárba tartó útja során viharba került, lapos dugóhúzóba esett,[5] majd lezuhant az orosz–ukrán határ közelében 170 ember, köztük 45 gyermek halálát okozva.[6]
- 2006. szeptember 1-jén az Iran Air Tours egyik Tu–154-ese az iráni Mashhed városában leszállás közben kicsúszott a kifutópályáról és kigyulladt. A fedélzeten lévő 148 ember közül 28 meghalt.[7]
- 2006. szeptember 26-án a Kyrgyzstan Airlines repülőgépe Biskekben, felszállás közben összeütközött az amerikai légierő Boeing KC–135 légi utántöltő repülőgépével. Ennek következtében a Tu–154-es gép egyik szárnyának egy része letörött, de végre tudta hajtani a felszállást, és sikeresen vissza tudott térni a repülőtérre úgy, hogy 2,5 méteres darab hiányzott a szárnyából. A balesetben senki sem sérült meg.[forrás?]
- 2010. április 10-én Szmolenszk közelében lezuhant a Lengyel Légierő 101-es lajstromjelű Tu–154M-je, amely többek között Lech Kaczyński lengyel államfőt szállította a katyńi áldozatok emlékünnepségére. A fedélzeten tartózkodott az elnök, felesége Maria Kaczyńska, a lengyel központi bank vezetője Sławomir Skrzypek és több más vezető lengyel személyiség. A személyzettel együtt összesen 96 fő életét vesztette a légi szerencsétlenségben. Lengyelország és Oroszország azonnal elrendelte a teljes kivizsgálást az ügyben.[8][9]
- 2016. december 25-én az Orosz Légierő – 1983-ban gyártott – RA-85572 lajstromjelű, a szíriai Latakiai légibázisra tartó Tu–154B–2 repülőgépe röviddel a Szocsi nemzetközi repülőtérről történt felszállás után, helyi idő szerint 5:50-kor a tengerbe zuhant. A fedélzeten tartózkodó 92 fő közül senki sem élte túl a balesetet. A gépen a nyolcfős személyzeten kívül újságírók, katonatisztek, valamint az Orosz Fegyveres Erők Alekszandrov-kórusának 64 tagja tartózkodott.[10]

## Típusváltozatok

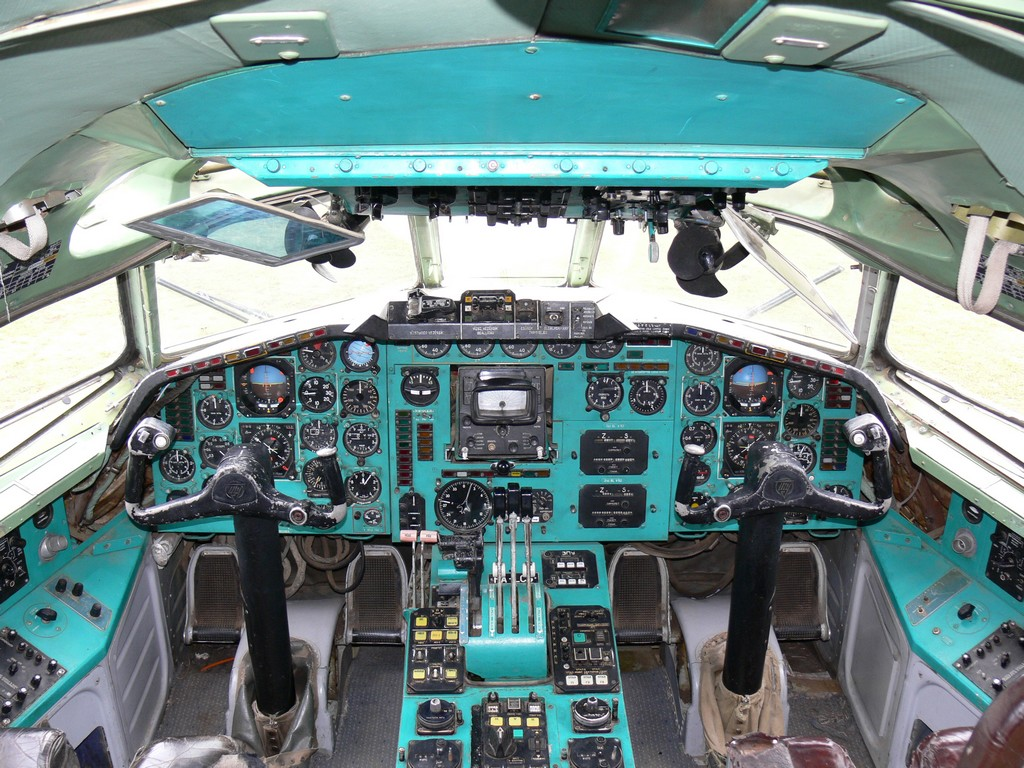
A Malév Tu–154B2 gépének pilótafülkéje

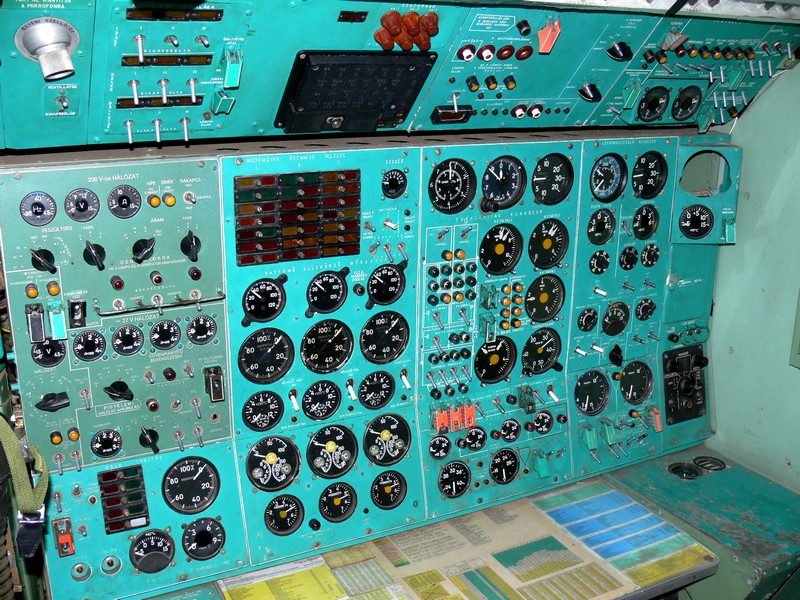
A fedélzeti mérnök munkahelye a Tu–154B2 pilótafülkéjében

- Tu–154 – Az 1972-ben szolgálatba állt első sorozatgyártású változat Kuznyecov NK–8–2 hajtóművel felszerelve, 167 fős utasférőhellyel;
- Tu–154A – Az első modernizált változat, az alapváltozathoz képes további üzemanyagtartályokkal és vészkijáratokkal felszerelve. A hajtóművet Kuznyecov NK–8–2U típusúra cserélték és korszerűsítették az avionikai berendezéseit. Javították a szárny aerodinamikai tulajdonságait. Ebből a változatból 1975-től 63 darabot gyártottak.
- Tu–154B – 180 fő szállítására alkalmas változat modernizált elektronikával felszerelve.[11]
- Tu–154B1 – Továbbfejlesztett hajtóművel felszerelt változat.
- Tu–154B2 – Nyugati rendszerekkel együttműködni képes navigációs rendszerekkel felszerelt változat.[12]
- Tu–154SZ – A Tu–154B-ből kialakított teherszállító változat megerősített padlólemezekkel és növelt méretű teherajtóval ellátva[13]
- Tu–155 – Kriogén-rendszerű hajtás kísérleteire szolgáló prototípus. A Tu–154M repülőgépbe a középső hajtómű helyére egy hidrogén üzemű Kuznyecov NK–88 hajtóművet építettek.[14]
- Tu–156 – A Tu–154 bázisán megépített kísérleti repülőgép, amelybe 3 db földgáz üzemű Kuznyecov NK–89 gázturbinás sugárhajtóművet építettek.[15]
- Tu–156M2 – Földgáz üzemű NK–93 hajtóművekkel felszerelt kísérleti változat, amelyet egy Tu–154M2 bázisán hoztak létre.
- Tu–154M – A típus legjelentősebb modernizációs programja. Az eredetileg Tu–164 típusjelzést kapott változat 1982-ben repült először. A Kuznyecov NK–8–2 hajtóművet a gazdaságosabb és tisztább üzemű Szolovjov D–30KU–154 típusúra cserélték. Ez a változat a korábbiaknál gazdaságosabban üzemeltethető, megbízhatóbb és kényelmesebb.[16]
- Tu–154M–LK–1 – A Tu–154M-ből kialakított VIP-változat;
- Tu–154M2 – 2 db Szolovjov PSZ–90A turbóventilátoros gázturbinás sugárhajtóművel tervezett változat, nem valósult meg.
- Tu–154M–100 – A Tu–154M modernizált pilótafülkével és utaskabinnal ellátott változata.
- Tu–154LL – A Tu–154 különböző változataiból kialakított repülő laboratórium, amelyet a Buran űrrepülőgép fejlesztése során légi kísérletekre és tesztekre használtak. Összesen 5 db LL-változatú gépet alakítottak ki.
- Tu–154M–LK1 – A Tu–154M bázisán kialakított légi fényképező repülőgép, amelyet a Nyitott égbolt program keretében felderítő repülésekre is használ az orosz kormány.

## Műszaki adatai (Tu–154M)

### Általános adatok
- Személyzet: 3–4 fő
- Utaslétszám: 114–180 fő

### Tömeg- és méretadatok
- Fesztáv: 37,55 m
- Hossz: 48,0 m
- Szárnyfelület: 201,5 m²
- Magasság: 11,40 m
- Üres tömeg: 55 300 kg
- Legnagyobb felszállótömeg: 102 000–104 000 kg

### Hajtóművek
- Típusa: Szolovjov D–30KU–154 kétáramú gázturbinás sugárhajtómű
- Hajtóművek száma: 3 db
- Tolóerő: 103 kN (egyenként)

### Repülési adatok
- Legnagyobb sebesség: 950 km/h
- Gazdaságos utazósebesség: 850 km/h
- Szolgálati csúcsmagasság: 12 100 m
- Hatótávolság: 3900 km (maximális terheléssel)

## Hasonló repülőgépek
- Boeing 727
- Hawker Siddeley Trident